# Karl Dittmar (Architekt)

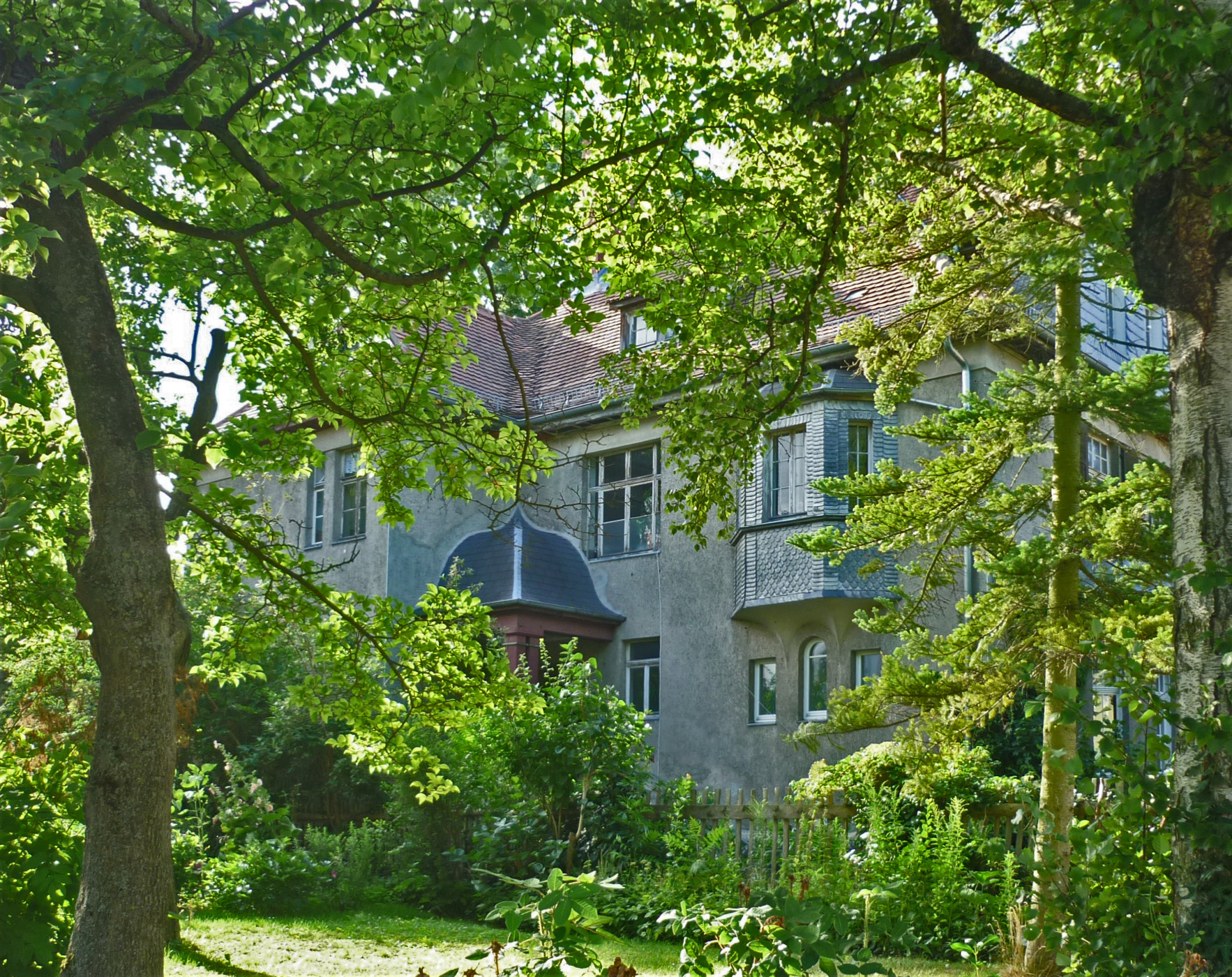
Wohnhaus Karl Dittmars in der Jahnstraße 11a, Weimar

Karl Friedrich Dittmar (geb. am 21. März 1874 in Meiningen; gest. am 16. August 1961 in Weimar) war ein deutscher Architekt und Geheimer Baurat im Großherzogtum Sachsen-Weimar-Eisenach bzw. im späteren Land Thüringen.

## Leben
Dittmar war Bauleiter am Hotelbau am Jagdschloss Hohe Sonne bei Eisenach, das der Weimarer Baurat Carl Reichenbecher entwarf, und am Burschenschaftsdenkmal. Er lieferte den Entwurf für den Weimarer Aktenmännchenbrunnen, für den Gottlieb Elster die 1911 entstandene Bronzefigur schuf. Außerdem war Dittmar maßgeblich am Bau der von Theodor Fischer entworfenen Universität Jena (1905/08) beteiligt. Er lieferte die Pläne für den Bau des Phyletischen Museums (1907/08) und arbeitete eng mit dem Zoologen Ernst Haeckel zusammen. Der Zwischenbau zwischen dem Roten Schloss und dem Gelben Schloss Weimar wurde 1910 errichtet. Außerdem entwarf er zahlreiche Gebäude für Forstämter und Schulen und das Kulturhaus in Gabelbach. Er war Kustos des Max-Reger-Archiv in Weimar. Er erbaute sein Wohnhaus in der Jahnstraße 11a in Weimar.